# Weibelhaus

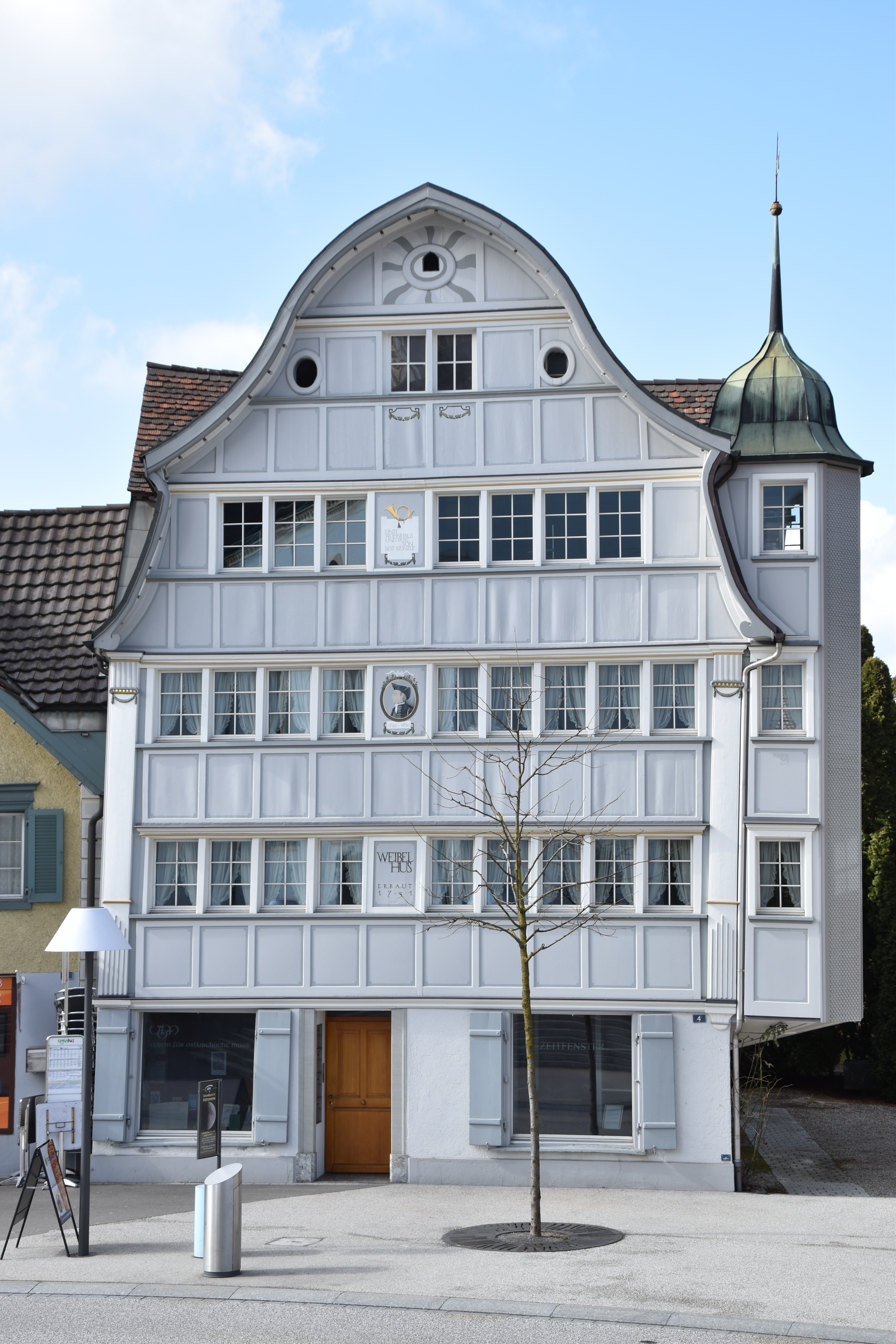
Das Weibelhaus in Gossau SG. Aufnahme aus dem Jahr 2023.

Das Weibelhaus stand ursprünglich in Waldstatt AR. Nach dem Dorfbrand von 1731 wurde es rasch abgebaut und in Gossau SG wieder errichtet. Es war später das Wohnhaus von Johannes Küenzle, dem Anführer einer Volksbewegung gegen die Fürstabtei St. Gallen.

## Geschichte
Das Weibelhaus wurde als erstes Gebäude nach dem Dorfbrand von 1731 für den Weibel Bonaventura Klingler erbaut. Der von der Feuersbrunst selber schwer betroffene Klingler kaufte das Haus unmittelbar nach dem Brand in Waldstatt, liess es auseinandernehmen und von sogenannten «Ehrentagnern» mit allem Zubehör innerhalb von drei Tagen nach Gossau führen. Acht Wochen nach dem Brand konnte Bonaventura Klingler in sein neues Zuhause einziehen, das auf den Mauern seines zerstörten Daheims errichtet worden ist. Seither wird das Gebäude an der Herisauerstrasse 4 «Weibelhaus» genannt. In diesem Haus wurde darauf die fürstäbtische Postablage von Gossau einquartiert.
In den Jahren 2003 und 2004 erfolgten ein Um- und Anbau sowie eine Restaurierung der Wandmalerei unter Aufsicht der kantonalen Denkmalpflege. Dabei kam im Inneren eine Architekturmalerei zum Vorschein, die weite Ranken und Vögel darstellt. 2011 wurden wertvolle Wandmalereien aus dem 18. Jahrhundert entdeckt, freigelegt und konserviert.

## Wohnhaus von Johannes Künzle
Im Weibelhaus wohnte auch Johannes Künzle (1749–1820). In der Mitte der vertäferten Fassade prangt sein Porträt. Küenzle war Führer der Volksbewegung in der Alten Landschaft der Fürstabtei St. Gallen (1793–1798) und Landammann der Republik der Landschaft St. Gallen (1798).
Seit Generationen ist das Weibelhaus nun im Besitz der Familie Dudli, was dem Weibelhaus im Volksmund auch die Bezeichnung «Haus Dudli» eingetragen hat.

## Architektonische Merkmale
Das Weibelhaus prägt, mit weiteren Bauten, das Bild des Gossauer Zentrums. Es liegt auf der westlichen Seite der Herisauerstrasse, nach dem «Schwarzen Adler» und der «Blume». Das gestrickte Haus mit dem viergeschossigen Aufbau, den regelmässigen sog, Fensterwagen, dem Erkertürmchen und dem geschweiften Giebel verfügt über eine teilweise bemalte Fassade. An den Ecken finden sich klassizistische, über zwei Stockwerke greifende Pilaster. Mit seiner Erscheinung zeugt das Haus von barocker Lebensfreude.